# Sotona
Sotona (heb. שָׂטָן satan; aram. שִׂטְנָא lat. Sátanas) znači protivnik, optužitelj, dok se u religiji smatra palim anđelom, to jest demonom, vragom. Kao protivnik spominje se u Prvoj knjizi o Kraljevima (1 Kr 11,14), dok se kao Božji protivnik spominje u Knjizi o Jobu (Job 2,7), u Drugoj knjizi o Samuelu (2 Sam 24,1) i u Prvoj knjizi Ljetopisa (1 Ljet 21,1).
U abrahamskim religijama (židovstvo, kršćanstvo, islam) Sotona je nadnaravno biće, a njegovo se ime često koristi kao simbol napasti i zla. Obično poznat je kao vrag ili đavao (lat. Diábolus - optužitelj), gospodar tame, Belzebub, Nečastivi, Mefisto, ili Lucifer. U Talmudu Sotona se spominje pod imenom Samael. U islamu Sotona je poznat kao Iblis (arap. إبليس) ili  Šejtan (arap. شيطان), a bio je poglavica Džina, posebne vrste duhova prije svoje pobune i pada. Sam ga Isus Krist dva puta naziva knezom ovoga svijeta (Iv 12,31) i (Iv 14,30).

## Izgled i lik
U umjetnosti i literaturi Sotona je poprimao razne oblike kroz povijest. Prema jednoj interpretaciji u Knjizi Postanka, Sotona je bio prikazan kao zmija koja je uvjerila Evu da pojede zabranjeno voće. Najpopularniji oblik koji se zadržao do današnjih dana jest oblik koji je imalo starogrčko božanstvo Pan;  tj. polučovjek polukoza, s rogovima i kozjim nogama, dok u ruci drži trozubac. U modernim interpretacijama (npr. filmovi) on je šarmatna i zgodna muška, rjeđe ženska osoba koja krade ljudske duše tako da ugađa ljudskoj taštini s ponudama ili ugovorima koje su suviše dobre da bi se propustili.

## Vanjske poveznice
- Devil - Catholic Encyclopedia (engl.)
- Satan - Jewish Encyclopedia (engl.)
- Mirko Glavurtić: Sotona  Arhivirana inačica izvorne stranice od 24. srpnja 2015. (Wayback Machine)
- Fra Tadej Vojnović: Gospodar ovoga svijeta (predavanje)
- Izviješća rimskog egzorcista

### Ostali projekti
|  | Zajednički poslužitelj ima stranicu o temi Sotona    |
|  | Zajednički poslužitelj ima još gradiva o temi Sotone |
|  | Wječnik ima rječničku natuknicu vrag                 |